# Ivan Krenčey
Ivan Krenčey (* 1943) je slovenský spisovatel, novinář, fotograf a autor německo-slovenských odborných slovníků.

## Životopis
Krenčey byl sportovní učitel, vysokoškolský pedagog, lingvista a překladatel z němčiny (próza a odborná literatura) a je majitelem nakladatelství. Je fotografem a členem vídeňského fotoklubu Er Sie Es a Rakouské fotografické asociace a za Rakousko se také účastní rakouských a mezinárodních fotosoutěží. Od roku 1967 publikoval kolem 150 článků pro fejetony.
Krenčey žije ve Vídni a Bratislavě.

## Dílo
- Rybáři na klíště a komunisté na háku, povídky, 2009
- S Mojmírem Jechoutem a Jurajem Kalnickem: Vybrané způsoby participace. 1985
- Metody participace na přípravě vedoucích pracovníků. 1983
- S Annou Krenceyovou: Německá gramatika. 1983

Slovníky
- Deutsch-slowakisches und slowakisch-deutsches Wirtschaftswörterbuch. 1993. ISBN 978-80-88861-02-7
- Deutsch-slowakisches und slowakisch-deutsches Automobilwörterbuch. Edícia Slovníky 1994. ISBN 978-80-967110-4-8
- Deutsch-slowakisches und slowakisch-deutsches Jagdwörterbuch. 1998.
- Deutsch-slowakisches und slowakisch-deutsches Fachwörterbuch für Elektrotechnik. 2008.
- Deutsch-slowakisches und slowakisch-deutsches Fachwörterbuch für Telekommunikationen. 2007.
- Deutsch-slowakisches und slowakisch-deutsches Fachwörterbuch für Bauwesen. 2006.
- Mit Anna Krenčeyová: Das große deutsch-slowakische technische Wörterbuch in 2 Bänden. 2009, ISBN 978-80-88861-86-7
- Mit Anna Krenčeyová: Deutsch-slowakisches und slowakisch-deutsches Fachwörterbuch Právo – Ekonomika (Recht – Wirtschaft). Bratislava, Krenčey, CCJ-Fremdsprachenzentrum, 2002, 2013. ISBN 978-80-88861-02-7